# Jewgienij Popow (zapaśnik)
Jewgienij Wasiliewicz Popow (ros. Евгений Васильевич Попов; ur. 10 czerwca 1986) – rosyjski zapaśnik startujący w stylu klasycznym. Zajął dziesiąte miejsce na mistrzostwach świata w 2009. Brązowy medalista mistrzostw Europy w 2008. Wojskowy mistrz świata w 2006. Piąty w Pucharze Świata w 2007. Trzeci na MŚ juniorów w 2006. Mistrz Rosji w 2007; drugi w 2006, 2008 i 2009 roku.